# Благовещенский государственный педагогический университет
Благовещенский государственный педагогический университет — высшее учебное заведение в городе Благовещенске (Амурская область).

## История
Основан 16 октября 1930 года как Благовещенский аграрно-педагогический институт (впоследствии педагогический), став одним из первых высших учебных заведений на Дальнем Востоке. Новый вуз получил в свое распоряжение здание мужской благовещенской гимназии (построено в 1913 году по проекту архитектора Эдуарда Шефера).
14 января 1981 года за успехи в подготовке педагогических кадров институт был награждён орденом «Знак Почёта».
В 1995 году Благовещенский государственный педагогический институт (БГПИ) получил статус университета и 23 декабря 1996 года переименован в Благовещенский государственный педагогический университет.

### Ректоры
- 1987—1999 Ступников, Василий Михайлович
- 1999—2014 Сергиенко, Юрий Павлович
- 2014—2016 Лейфа, Андрей Васильевич Архивная копия от 12 ноября 2021 на Wayback Machine
- 2016—по настоящее время Щёкина, Вера Витальевна

## Факультеты
- Историко-филологический факультет
- Физико-математический факультет
- Естественно-географический факультет
- Факультет иностранных языков
- Факультет педагогики и психологии
- Индустриально-педагогический факультет
- Факультет физической культуры и спорта
- Центр повышения квалификации и переподготовки кадров
- Институт Конфуция
- Центр тестирования иностранных граждан
- Центр организации довузовского образования
- Центр открытого образования на русском языке
- Подготовительное отделение для иностранных граждан
- Факультет физико - математического образования и технологии

## Известные выпускники
- Орлов Василий Александрович — губернатор Амурской области.
- Яковлева Светлана Вячеславовна — заместитель председателя Правительства Амурской области, министр образования и науки Амурской области.
- Деревянко, Анатолий Пантелеевич — советский и российский историк, археолог, специалист по палеолиту Сибири и Дальнего Востока; общественный деятель. Доктор исторических наук (1971), действительный член АН СССР (1987). Академик-секретарь Отделения историко-филологических наук РАН в 2002—2013 годах, сопредседатель Российского исторического общества.
- Калита Валентина Сергеевна — российский государственный и политический деятель. Была мэром города Благовещенска с 2015 по 2020 годы.
- Закруткин, Виталий Александрович (1908—1984) — русский, советский писатель и литературовед.
- Шиндялов, Николай Антонович (9 мая 1929 — 19 января 2012) — советский и российский историк, доктор исторических наук (1989), профессор (1990), член-корреспондент Российской Академии военных наук.
- Ерёмин, Игорь Алексеевич — дальневосточный поэт и журналист, член Союза писателей СССР.
- Кушнир, Алексей Михайлович — известный учёный и изобретатель в области методик преподавания русского языка и ряда других «предметов» в начальной школе, один из ведущих деятелей макаренковедения и макаренковского движения в России, кандидат психологических наук, гл. ред. журнала «Народное образование».
- Новиков Дмитрий Георгиевич — российский политический деятель. Депутат Государственной Думы V, VI и VII созывов, член фракции КПРФ.
- Забияко Андрей Павлович — российский религиовед.  Доктор философских наук, профессор. Главный редактор научно-теоретического журнала «Религиоведение». Автор и научный редактор энциклопедического словаря «Религиоведение» и «Энциклопедии религий».